# Liste der Lieder von Billie Eilish

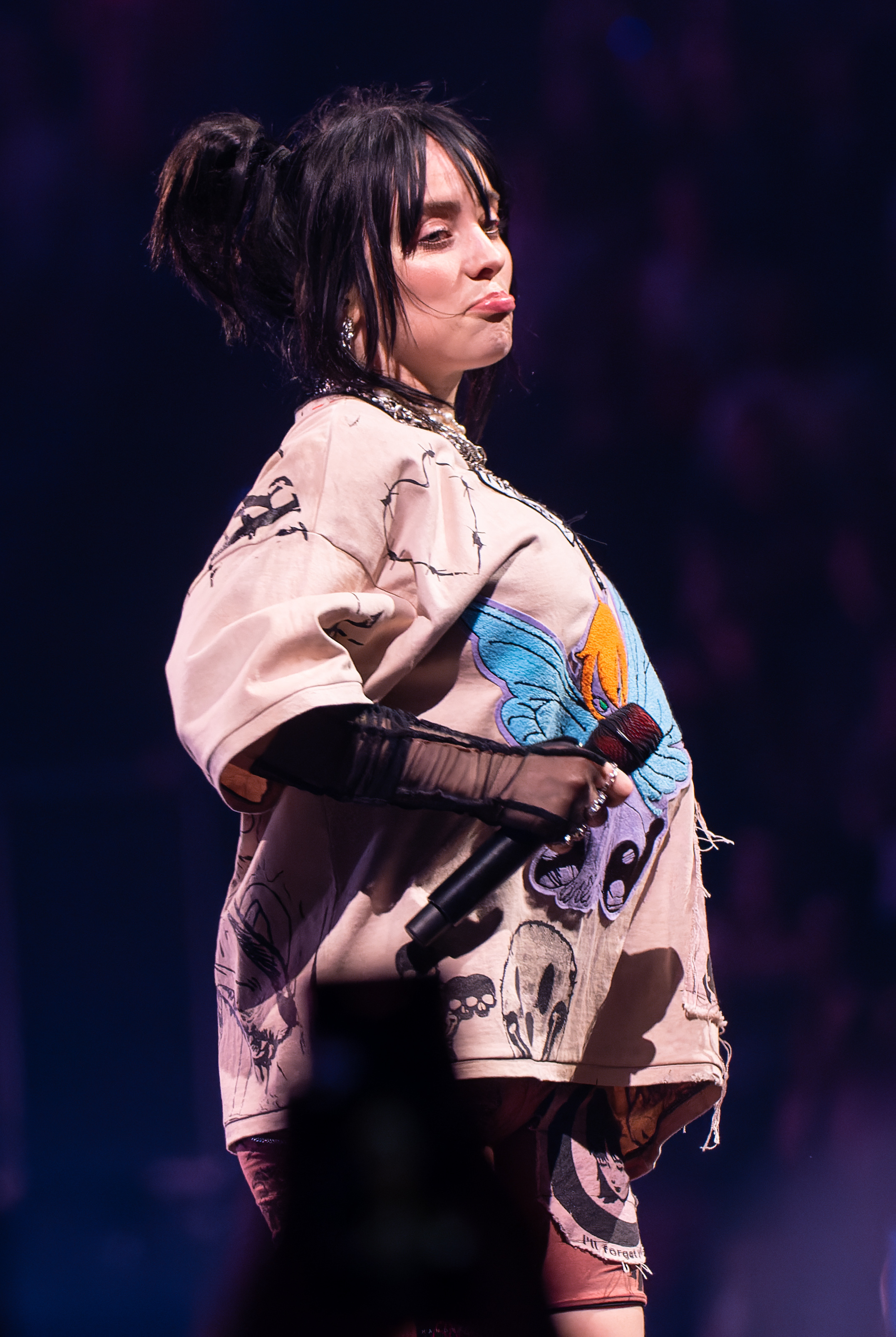
Billie Eilish 2022

Dies ist eine Liste der aufgenommenen und veröffentlichten Lieder der US-amerikanischen Sängerin Billie Eilish. Die Titel sind alphabetisch sortiert. Sie gibt Auskunft über die Urheber und auf welchem Tonträger die Komposition erstmals zu finden ist.

## Eigenkompositionen

### #
| Titel                     | Autoren                                    | Album                                    | Jahr |
| ------------------------- | ------------------------------------------ | ---------------------------------------- | ---- |
| &Burn (mit Vince Staples) | Finneas O'Connell, Vincent Staples         | Don't Smile at Me                        | 2017 |
| !!!!!!!                   | Billie Eilish O'Connell, Finneas O'Connell | When We All Fall Asleep, Where Do We Go? | 2019 |
| 8                         | Billie Eilish O'Connell, Finneas O'Connell | When We All Fall Asleep, Where Do We Go? | 2019 |

### A
| Titel                         | Autoren                                    | Album                                    | Jahr |
| ----------------------------- | ------------------------------------------ | ---------------------------------------- | ---- |
| All the Good Girls Go to Hell | Billie Eilish O'Connell, Finneas O'Connell | When We All Fall Asleep, Where Do We Go? | 2019 |

### B
| Titel                                       | Autoren                                                               | Album                                                 | Jahr |
| ------------------------------------------- | --------------------------------------------------------------------- | ----------------------------------------------------- | ---- |
| Bad Guy Bad Guy (Remix) (mit Justin Bieber) | Billie Eilish O'Connell, Finneas O'Connell                            | When We All Fall Asleep, Where Do We Go?              | 2019 |
| Bad Guy Bad Guy (Remix) (mit Justin Bieber) | Billie Eilish O'Connell, Finneas O'Connell                            | When We All Fall Asleep, Where Do We Go?              | 2019 |
| Bellyache                                   | Billie Eilish O'Connell, Finneas O'Connell                            | Don't Smile at Me                                     | 2017 |
| Billie Bossa Nova                           | Billie Eilish O'Connell, Finneas O'Connell                            | Happier Than Ever                                     | 2021 |
| Birds of a Feather                          | Billie Eilish O'Connell, Finneas O'Connell                            | Hit Me Hard and Soft                                  | 2024 |
| Bitches Broken Hearts                       | Billie Eilish O'Connell, Finneas O'Connell, Emmit Fenn                | When We All Fall Asleep, Where Do We Go?              | 2019 |
| Bittersuite                                 | Billie Eilish O'Connell, Finneas O'Connell                            | Hit Me Hard and Soft                                  | 2024 |
| Blue                                        | Billie Eilish O'Connell, Finneas O'Connell                            | Hit Me Hard and Soft                                  | 2024 |
| Bored                                       | Billie Eilish O'Connell, Finneas O'Connell, Aron Forbes, Tim Anderson | 13 Reasons Why (A Netflix Original Series Soundtrack) | 2017 |
| Bury a Friend                               | Billie Eilish O'Connell, Finneas O'Connell                            | When We All Fall Asleep, Where Do We Go?              | 2019 |

### C
| Titel             | Autoren                                    | Album                                    | Jahr |
| ----------------- | ------------------------------------------ | ---------------------------------------- | ---- |
| Chihiro           | Billie Eilish O'Connell, Finneas O'Connell | Hit Me Hard and Soft                     | 2024 |
| Come Out and Play | Billie Eilish O'Connell, Finneas O'Connell | When We All Fall Asleep, Where Do We Go? | 2019 |
| Copycat           | Billie Eilish O'Connell, Finneas O'Connell | Don't Smile at Me                        | 2017 |

### E
| Titel               | Autoren                                    | Album                                    | Jahr |
| ------------------- | ------------------------------------------ | ---------------------------------------- | ---- |
| Everybody Dies      | Billie Eilish O'Connell, Finneas O'Connell | Happier Than Ever                        | 2021 |
| Everything I Wanted | Billie Eilish O'Connell, Finneas O'Connell | When We All Fall Asleep, Where Do We Go? | 2019 |

### G
| Titel                                          | Autoren                                                                           | Album                                    | Jahr |
| ---------------------------------------------- | --------------------------------------------------------------------------------- | ---------------------------------------- | ---- |
| Getting Older                                  | Billie Eilish O'Connell, Finneas O'Connell                                        | Happier Than Ever                        | 2021 |
| Goldwing                                       | Billie Eilish O'Connell, Finneas O'Connell                                        | Happier Than Ever                        | 2021 |
| Goodbye                                        | Billie Eilish O'Connell, Finneas O'Connell                                        | When We All Fall Asleep, Where Do We Go? | 2019 |
| Guess (Remix) (Charli XCX feat. Billie Eilish) | Charlotte Aitchison, Billie Eilish O'Connell, Harrison Patrick Smith, Dylan Brady | —                                        | 2024 |

### H
| Titel             | Autoren                                    | Album             | Jahr |
| ----------------- | ------------------------------------------ | ----------------- | ---- |
| Halley's Comet    | Billie Eilish O'Connell, Finneas O'Connell | Happier Than Ever | 2021 |
| Happier Than Ever | Billie Eilish O'Connell, Finneas O'Connell | Happier Than Ever | 2021 |
| Hostage           | Billie Eilish O'Connell, Finneas O'Connell | Don't Smile at Me | 2017 |

### I
| Titel                     | Autoren                                    | Album                                    | Jahr |
| ------------------------- | ------------------------------------------ | ---------------------------------------- | ---- |
| I Didn't Change My Number | Billie Eilish O'Connell, Finneas O'Connell | Happier Than Ever                        | 2021 |
| Idontwannabeyouanymore    | Billie Eilish O'Connell, Finneas O'Connell | Don't Smile at Me                        | 2017 |
| Ilomilo                   | Billie Eilish O'Connell, Finneas O'Connell | When We All Fall Asleep, Where Do We Go? | 2019 |
| I Love You                | Billie Eilish O'Connell, Finneas O'Connell | When We All Fall Asleep, Where Do We Go? | 2019 |

### L
| Titel                          | Autoren                                                                            | Album                                                        | Jahr |
| ------------------------------ | ---------------------------------------------------------------------------------- | ------------------------------------------------------------ | ---- |
| L'Amour de Ma Vie              | Billie Eilish O'Connell, Finneas O'Connell                                         | Hit Me Hard and Soft                                         | 2024 |
| Listen Before I Go             | Billie Eilish O'Connell, Finneas O'Connell                                         | When We All Fall Asleep, Where Do We Go?                     | 2019 |
| Lost Cause                     | Billie Eilish O'Connell, Finneas O'Connell                                         | Happier Than Ever                                            | 2021 |
| Lo Vas a Olvidar (mit Rosalía) | Rosalía Vila Tobella, Billie Eilish O'Connell, Finneas O'Connell, Pablo Díaz-Reixa | Euphoria (Season 1 Soundtrack)                               | 2021 |
| Lovely (mit Khalid)            | Billie Eilish O'Connell, Finneas O'Connell, Khalid Robinson                        | 13 Reasons Why: Season 2 (Music from the Original TV Series) | 2018 |
| Lunch                          | Billie Eilish O'Connell, Finneas O'Connell                                         | Hit Me Hard and Soft                                         | 2024 |

### M
| Titel                | Autoren                                    | Album                                    | Jahr |
| -------------------- | ------------------------------------------ | ---------------------------------------- | ---- |
| Male Fantasy         | Billie Eilish O'Connell, Finneas O'Connell | Happier Than Ever                        | 2021 |
| My Boy               | Billie Eilish O'Connell, Finneas O'Connell | Don't Smile at Me                        | 2017 |
| My Future            | Billie Eilish O'Connell, Finneas O'Connell | Happier Than Ever                        | 2020 |
| My Strange Addiction | Finneas O'Connell                          | When We All Fall Asleep, Where Do We Go? | 2019 |

### N
| Titel                 | Autoren                                    | Album                                              | Jahr |
| --------------------- | ------------------------------------------ | -------------------------------------------------- | ---- |
| NDA                   | Billie Eilish O'Connell, Finneas O'Connell | Happier Than Ever                                  | 2021 |
| No Time to Die        | Billie Eilish O'Connell, Finneas O'Connell | No Time to Die: Original Motion Picture Soundtrack | 2020 |
| Not My Responsibility | Billie Eilish O'Connell, Finneas O'Connell | Happier Than Ever                                  | 2021 |

### O
| Titel      | Autoren                                    | Album             | Jahr |
| ---------- | ------------------------------------------ | ----------------- | ---- |
| Ocean Eyes | Finneas O'Connell                          | Don't Smile at Me | 2017 |
| Overheated | Billie Eilish O'Connell, Finneas O'Connell | Happier Than Ever | 2021 |
| Oxytocin   | Billie Eilish O'Connell, Finneas O'Connell | Happier Than Ever | 2021 |

### P
| Titel       | Autoren                                    | Album             | Jahr |
| ----------- | ------------------------------------------ | ----------------- | ---- |
| Party Favor | Billie Eilish O'Connell, Finneas O'Connell | Don't Smile at Me | 2017 |

### S
| Titel          | Autoren                                    | Album                | Jahr |
| -------------- | ------------------------------------------ | -------------------- | ---- |
| Skinny         | Billie Eilish O'Connell, Finneas O'Connell | Hit Me Hard and Soft | 2024 |
| Six Feet Under | Finneas O'Connell                          | –                    | 2016 |

### T
| Titel          | Autoren                                    | Album                | Jahr |
| -------------- | ------------------------------------------ | -------------------- | ---- |
| The 30th       | Billie Eilish O'Connell, Finneas O'Connell | Guitar Songs         | 2022 |
| The Diner      | Billie Eilish O'Connell, Finneas O'Connell | Hit Me Hard and Soft | 2024 |
| The Greatest   | Billie Eilish O'Connell, Finneas O'Connell | Hit Me Hard and Soft | 2024 |
| Therefore I Am | Billie Eilish O'Connell, Finneas O'Connell | Happier Than Ever    | 2020 |
| TV             | Billie Eilish O'Connell, Finneas O'Connell | Guitar Songs         | 2022 |

### W
| Titel                 | Autoren                                    | Album                                    | Jahr |
| --------------------- | ------------------------------------------ | ---------------------------------------- | ---- |
| Watch                 | Finneas O'Connell                          | Don't Smile at Me                        | 2017 |
| What Was I Made For?  | Billie Eilish O'Connell, Finneas O'Connell | Barbie the Album                         | 2023 |
| When I Was Older      | Billie Eilish O'Connell, Finneas O'Connell | When We All Fall Asleep, Where Do We Go? | 2019 |
| When The Party's Over | Finneas O'Connell                          | When We All Fall Asleep, Where Do We Go? | 2018 |
| Wildflower            | Billie Eilish O'Connell, Finneas O'Connell | Hit Me Hard and Soft                     | 2024 |
| Wish You Were Gay     | Billie Eilish O'Connell, Finneas O'Connell | When We All Fall Asleep, Where Do We Go? | 2019 |

### X
| Titel | Autoren                                    | Album                                    | Jahr |
| ----- | ------------------------------------------ | ---------------------------------------- | ---- |
| Xanny | Billie Eilish O'Connell, Finneas O'Connell | When We All Fall Asleep, Where Do We Go? | 2019 |

### Y
| Titel                        | Autoren                                    | Album                                    | Jahr |
| ---------------------------- | ------------------------------------------ | ---------------------------------------- | ---- |
| Your Power                   | Billie Eilish O'Connell, Finneas O'Connell | Happier Than Ever                        | 2021 |
| You Should See Me in a Crown | Billie Eilish O'Connell, Finneas O'Connell | When We All Fall Asleep, Where Do We Go? | 2018 |